# Alitta
Alitta es un género de anélidos marinos de la familia Nereididae.  Se conocen tres especies: Alitta grandis (Stimpson, 1853), Alitta succinea (Frey & Leuckart, 1847) y Alitta virens (M. Sars, 1835). Alitta brandti fue originalmente considerada parte del género pero ahora es aceptada como Neanthes brandti (Malmgren, 1865).